# إيفا يونسكو
إيفا يونسكو (بالفرنسية: Eva Ionesco )‏ (و. 1965  م) هي ممثلة، ومخرجة أفلام، وكاتبة سيناريو، وعارضة أزياء، وعارضة تعري، وممثلة مسرحية، وممثلة أفلام فرنسية، ولدت في باريس.

## وصلات خارجية
- إيفا يونسكو على موقع IMDb (الإنجليزية)
- إيفا يونسكو على موقع روتن توميتوز (الإنجليزية)
- إيفا يونسكو على موقع ألو سيني (الفرنسية)
- إيفا يونسكو على موقع أول موفي (الإنجليزية)
- إيفا يونسكو على موقع قاعدة بيانات الفيلم (الإنجليزية)
- إيفا يونسكو على موقع كينوبويسك (الروسية)